# Ko-Ko Song Cartunes
Ko-Ko Song Car-Tunes, Song Car-Tunes, o (algunas fuentes dicen erróneamente) Sound Car-Tunes, es una serie de cortos de tres minutos producidos por Max Fleischer y Dave Fleischer entre mayo de 1924 y septiembre de 1927, pioneros el uso del dispositivo utilizado para dirigir audiencias "Follow the Bouncing Ball" en canciones de teatro. El Song Car-Tunes también fue pionero en la aplicación de la  película sonora a la animación, cuatro años antes de Dinner Time de Paul Terry's (lanzado el 14 de octubre de 1928) y Steamboat Willie de Walt Disney (lanzado el 18 de noviembre de 1928).

## Historia
Entre 45 y 50 Song Car-tunes se produjeron y lanzaron entre 1924 y 1927. El primero, Come Take a Trip en My Airship se lanzó el 9 de marzo de 1924. A partir de 1925, se estima que se produjeron 16 Song Car-tunes con Phonofilm.(Phonofilm sound-on-film) proceso de sonido en película desarrollado por Lee DeForest que comienza con Come Take a Trip en My Airship. Los 31 títulos restantes fueron lanzados en silencio, diseñados para ser tocados con música en vivo en teatros.
Los hermanos Fleischer se asociaron con DeForest, Edwin Miles Fadiman y el Dr. Hugo Riesenfeld para formar Red Seal Pictures Corporation, que poseía 36 teatros en la costa este, extendiéndose al oeste hasta Cleveland, Ohio. En septiembre de 1926, la división estadounidense de DeForest Phonofilm y Red Seal Pictures Corporation se declaró en bancarrota, y los Fleischer terminaron su uso del sistema Phonofilm, lanzando su último sonido Song Car-Tune, Por la luz de la luna plateada (By the Light of the Silvery Moon) (1927), justo cuando la era del sonido estaba por comenzar. A principios de 1929, los Fleischers firmaron un contrato de Paramount Pictures. El exsocio de Fleischer, Alfred Weiss, relanzó algunos de los Song-Tunes silenciosos entre 1929 y 1932 con nuevas bandas sonoras, nueva animación y nuevos títulos principales que explotaron la reputación de las populares canciones con la eliminación de los nombres de Max y Dave Fleischer.
Con la era del sonido establecida, los Fleischers revivieron la serie de películas de canciones como Screen Songs en febrero de 1929 con la fuerza de ser los titulares de la Patente original sobre el concepto. Aunque Ko-Ko the Clown había sido retirado temporalmente debido a las complicaciones con la disolución de los originales Inkwell Studios, se retuvo la "Bouncing Ball". Esta nueva serie corrió siete minutos completos, con más animación que los primeros Song Car-Tunes, construidos alrededor del tema de la canción presentada.
Las primeras películas de la nueva serie utilizaron estándares como The Sidewalks of New York (estrenado el 5 de febrero de 1929) y Old Black Joe. La serie continuó con nuevas producciones de canciones previamente lanzadas en la serie anterior, como Daisy Bell, Good Bye, My Lady Love, Mother Pin a Rose On Me, ¡Oh! Cómo odio levantarme por la mañana y hacer un viaje en My Airship, lanzado por Paramount Pictures durante nueve años.

## Lista de song car-tunes
- Banda de Ragtime de Alexander (1926)

- Annie Laurie (1926) (sonido)

- Por la luz de la luna plateada (agosto de 1926) (sonido)

- Ven a hacer un viaje en My Airship (1924)

- (Coming Through the Rye (septiembre de 1926) (sonido)

- Daisy Bell (mayo de 1925) (sonido)

- Darling Nelly Gray (febrero de 1926) (sonido)

- Cuando dejo este m dixie (noviembre de 1925)

- Goodbye My Lady Love (junio de 1924) (sonido)

- ¿Alguien ha visto a Kelly aquí? (marzo de 1926) (sonido)

- I Love a Lassie (enero de 1926)

- En el buen viejo verano (1926)

- Margie (octubre de 1926) (sonido)

- Madre, madre, madre Pin a Rose on Me (diciembre de 1926) (sonido)

- Mi Bonnie se encuentra sobre el océano (septiembre de 1925)

- My Old Kentucky Home (abril de 1926) (sonido)

- My Wife's Gone to the Country (1925) (sonido)

- Oh! Cómo odio levantarme por la mañana (octubre de 1926) (sonido)

- Oh Mabel (mayo de 1924) (sonido)

- Oh Suzanna (1925)

Old Black Joe (julio de 1926) (sonido) 
- Old Pal (Dear Old Pal) (1925) (sonido)

- Empaque sus problemas (1925)

Vela navegando sobre el límite principal
El jeque de Araby (sonido)
- Las aceras de Nueva York (1925) (sonido)

- Río Swanee (1925)

- Los viejos en casa (1925)

Sweet Adeline (junio de 1926) (sonido) 
- Ta-Ra-Ra-Boom-Dee-Aye (febrero de 1926).

- Sendero del pino solitario (1925)

- Toot Toot Tootsie (1926)

- Vagabundo, vagabundo, vagabundo, los muchachos están marchando (mayo de 1926) (silencioso, reedición de sonido)

- Esperando al Robert E. Lee (1926)

- Cuando dejo este mundo atrás (1926)

- Cuando te perdí (1926)(sonido)

- Cuando la medianoche Choo-Choo se va para Alabam '(1926) (sonido)

- Yak-A-Doola-Hick-A-Doola (1926) (sonido)